# Promozione Piemonte-Valle d'Aosta 1975-1976
Nella stagione 1975-1976 la Promozione era il quinto livello del calcio italiano (il massimo livello regionale). Qui vi sono le statistiche relative al campionato in Piemonte e in Valle d'Aosta gestito dal Comitato Regionale Piemontese.
Il campionato è strutturato in vari gironi all'italiana su base regionale, gestiti dai Comitati Regionali di competenza. Promozioni alla categoria superiore e retrocessioni in quella inferiore non erano sempre omogenee; erano quantificate all'inizio del campionato dal Comitato Regionale secondo le direttive stabilite dalla Lega Nazionale Dilettanti, ma flessibili, in relazione al numero delle società retrocesse dalla Serie D e perciò, a seconda delle varie situazioni regionali, la fine del campionato poteva avere degli spareggi sia di promozione che di retrocessione.

## Girone A

### Squadre partecipanti
| Squadra                  | Città (provincia)             |
| ------------------------ | ----------------------------- |
| U.S. Aosta               | Aosta                         |
| G.S. Arona               | Arona (NO)                    |
| U.S. Bollengo            | Bollengo (TO)                 |
| A.C. Castellettese       | Castelletto sopra Ticino (NO) |
| U.S. Crescentinese       | Crescentino (VC)              |
| A.C. Galliate            | Galliate (NO)                 |
| F.C. Gattinara           | Gattinara (VC)                |
| A.C. Gozzano             | Gozzano (NO)                  |
| U.S.I. Grignasco         | Grignasco (NO)                |
| U.S. Juventus Domo       | Domodossola (NO)              |
| A.C. Meina               | Meina (NO)                    |
| Oleggio Sportiva         | Oleggio (NO)                  |
| U.S. Ponzone             | Trivero (VC)                  |
| A.C. Trecate             | Trecate (NO)                  |
| S.S. Verbania            | Verbania (NO)                 |
| A.S. Virtus Villadossola | Villadossola (NO)             |

### Classifica finale
|  | Pos. | Squadra             | Pt  | G   | V   | N   | P   | GF  | GS  | DR  |
|  | ---- | ------------------- | --- | --- | --- | --- | --- | --- | --- | --- |
|  | 1.   | Arona               | 46  | 30  | 18  | 10  | 2   | 45  | 17  | +28 |
|  | 2.   | Aosta               | 41  | 30  | 16  | 9   | 5   | 50  | 28  | +22 |
|  | 3.   | Juventus Domo       | 39  | 30  | 16  | 7   | 7   | 36  | 21  | +15 |
|  | 4.   | Trecate             | 34  | 30  | 12  | 10  | 8   | 32  | 28  | +4  |
|  | 5.   | Castellettese       | 33  | 30  | 10  | 13  | 7   | 46  | 41  | +5  |
|  | 6.   | Gattinara           | 30  | 30  | 8   | 14  | 8   | 40  | 33  | +7  |
|  | 7.   | Verbania            | 29  | 30  | 10  | 9   | 11  | 27  | 27  | 0   |
|  | 8.   | Virtus Villadossola | 28  | 30  | 11  | 6   | 13  | 30  | 33  | -3  |
|  | 9.   | Oleggio             | 27  | 30  | 10  | 7   | 13  | 21  | 26  | -5  |
|  | 10.  | Bollengo            | 26  | 30  | 8   | 10  | 12  | 30  | 44  | -14 |
|  | 11.  | Gozzano             | 26  | 30  | 8   | 10  | 12  | 28  | 40  | -12 |
|  | 12.  | Grignasco           | 26  | 30  | 9   | 8   | 13  | 31  | 36  | -5  |
|  | 13.  | Ponzone             | 25  | 30  | 7   | 11  | 12  | 21  | 27  | -6  |
|  | 14.  | Crescentinese       | 24  | 30  | 8   | 8   | 14  | 31  | 39  | -8  |
|  | 15.  | Galliate            | 24  | 30  | 7   | 10  | 13  | 27  | 38  | -11 |
|  | 16.  | Meina               | 20  | 30  | 6   | 8   | 16  | 17  | 34  | -17 |
|  |      |                     | 478 | 480 | 164 | 150 | 166 | 512 | 512 | 0   |

Legenda:
      Promosso in Serie D 1976-1977.
      Retrocesso in Prima Categoria.
Regolamento:
Due punti a vittoria, uno a pareggio, zero a sconfitta.
Pari merito in caso di pari punti.
Differenza reti generale per stabilire le retrocessioni in caso di pari punti.
Note:
L'incontro Crescentinese-Galliate sospeso per incidenti, ad entrambe le squadre è stata data la sconfitta a tavolino.
Galliate retrocesso per peggiore differenza reti.

## Girone B

### Squadre partecipanti
| Squadra            | Città (provincia)     |
| ------------------ | --------------------- |
| U.S. Arec Cafasse  | Cafasse (TO)          |
| U.S. Balangero     | Balangero (TO)        |
| A.C. Bra           | Bra (CN)              |
| Pol. Busca         | Busca (CN)            |
| A.S. Carassonese   | Mondovì (CN)          |
| U.S. Castellamonte | Castellamonte (TO)    |
| U.S. Cheraschese   | Cherasco (CN)         |
| A.C. Chieri        | Chieri (TO)           |
| U.S. Fossanese     | Fossano (CN)          |
| A.S. Nicese        | Nizza Monferrato (AT) |
| G.S. Pertusa       | Torino                |
| F.C. Pinerolo      | Pinerolo (TO)         |
| U.P. Santenese     | Santena (TO)          |
| U.S. Saviglianese  | Savigliano (CN)       |
| U.S. Valenzana     | Valenza (AL)          |
| S.C. Vigone        | Vigone (TO)           |

### Classifica finale
|  | Pos. | Squadra       | Pt  | G   | V   | N   | P   | GF  | GS  | DR  |
|  | ---- | ------------- | --- | --- | --- | --- | --- | --- | --- | --- |
|  | 1.   | Arec Cafasse  | 42  | 30  | 17  | 8   | 5   | 45  | 22  | +23 |
|  | 2.   | Busca         | 39  | 30  | 17  | 5   | 8   | 36  | 20  | +16 |
|  | 3.   | Castellamonte | 34  | 30  | 13  | 8   | 9   | 33  | 29  | +4  |
|  | 3.   | Pertusa       | 34  | 30  | 13  | 8   | 9   | 36  | 25  | +11 |
|  | 5.   | Saviglianese  | 33  | 30  | 12  | 9   | 9   | 29  | 23  | +6  |
|  | 6.   | Valenzana     | 32  | 30  | 10  | 12  | 8   | 30  | 24  | +6  |
|  | 7.   | Cheraschese   | 31  | 30  | 10  | 11  | 9   | 42  | 40  | +2  |
|  | 8.   | Pinerolo      | 29  | 30  | 11  | 7   | 12  | 30  | 33  | -3  |
|  | 8.   | Carassonese   | 29  | 30  | 9   | 11  | 10  | 29  | 31  | -2  |
|  | 10.  | Fossanese     | 28  | 30  | 9   | 10  | 11  | 30  | 41  | -11 |
|  | 11.  | Nicese        | 27  | 30  | 11  | 5   | 14  | 29  | 40  | -11 |
|  | 12.  | Balangero     | 26  | 30  | 7   | 12  | 11  | 33  | 38  | -5  |
|  | 12.  | Bra           | 26  | 30  | 7   | 12  | 11  | 29  | 35  | -6  |
|  | 14.  | Santenese     | 25  | 30  | 6   | 13  | 11  | 25  | 34  | -9  |
|  | 15.  | Vigone        | 23  | 30  | 7   | 9   | 14  | 30  | 31  | -1  |
|  | 16.  | Chieri        | 22  | 30  | 5   | 12  | 13  | 24  | 44  | -20 |
|  |      |               | 480 | 480 | 164 | 152 | 164 | 510 | 510 | 0   |

Legenda:
      Promosso in Serie D 1976-1977.
  Retrocesso e in seguito riammesso.
      Retrocesso in Prima Categoria.
Regolamento:
Due punti a vittoria, uno a pareggio, zero a sconfitta.
Pari merito in caso di pari punti.
Differenza reti generale per stabilire le retrocessioni in caso di pari punti.

### Spareggio fra le 14.esime per un'ulteriore retrocessione
|               | Risultato |           | Luogo e data             |
| ------------- | --------- | --------- | ------------------------ |
| Crescentinese | 1 - 0     | Santenese | Volpiano, 13 giugno 1976 |
|               |           |           |                          |

- La Santenese, retrocessa in Prima Categoria, è stata successivamente riammessa in Promozione.